# Vists landskommun, Östergötlands län
För landskommunen med samma namn i Västergötland, se Vists landskommun, Älvsborgs län.
Vists landskommun var en tidigare kommun i Östergötlands län.

## Administrativ historik
När 1862 års kommunalförordningar trädde i kraft inrättades i Sverige cirka 2 500 kommuner. Huvuddelen av dessa var landskommuner (baserade på den äldre sockenindelningen), vartill kom 89 städer och åtta köpingar. Då inrättades i Vists socken i Hanekinds härad i Östergötland denna kommun. 
Vid kommunreformen 1952 uppgick denna  i Vårdnäs landskommun som 1971 uppgick i Linköpings kommun.

## Politik

### Mandatfördelning i Vists landskommun 1946
| 11 | 7 |

| 18 |